# Wieża widokowa w Fojutowie
Wieża widokowa w Fojutowie – turystyczna wieża widokowa zlokalizowana w Fojutowie (gmina Tuchola), w pobliżu tamtejszego akweduktu, nad Wielkim Kanałem Brdy.
Drewniana wieża, oparta na betonowych fundamentach mierzy 15 lub 18 metrów wysokości i powstała w ramach projektu Bory Tucholskie - w labiryntach natury w 2010. Powierzchnia górnego tarasu widokowego wynosi 60 m² (mieści 20 osób jednocześnie). Kryta jest dachem czterospadowym, blaszanym. Umożliwia oglądanie samego akweduktu, jak i okolicznego krajobrazu Borów Tucholskich. Obiektowi towarzyszy bar i plac zabaw.